# Love Letter (album de Gackt)
Pour les articles homonymes, voir Love Letter.
 (juillet 2019).
Albums de Gackt Camui
The Seventh Night: Unplugged
(2004) Diabolos
(2005)
Singles
1. Kimi ni Aitakute
Sortie : 27 octobre 2004
2. Arittake no Ai de
Sortie : 26 janvier 2005
3. Love Letter
Sortie : 1er mars 2006

Love Letter est le sixième album du chanteur japonais Gackt Camui, sorti le 14 février 2005. Il assure la continuité du thème acoustique abordé dans The Seventh Night, c'est-à-dire que tous les titres ne sont interprétés qu’avec des instruments acoustiques. Une version destinée à la Corée, intitulée Love Letter - For Korean Dears, est sortie le 16 juin 2005.

## Sortie
Nippon Crown a sorti l'album le 14 février 2005. Pendant la troisième semaine de février il a atteint la cinquième position dans le classement Oricon avec le chiffre de ventes de 41, 205 copies. La semaine suivante l'album occupait la sixième position avec le chiffre de ventes de 46,207 copies. Il restait dans les charts pendant 13 semaines et son chiffre total de ventes est estimé à plus de 120,000 copies (certifié Gold par RIAJ).

## Liste des chansons

### Version japonaise
| No  | Titre                     | Durée |
| --- | ------------------------- | ----- |
| 1.  | Seiippai no Sayonara      | 4:44  |
| 2.  | Tea Cup                   | 5:29  |
| 3.  | Etude                     | 6:24  |
| 4.  | Arittake no Ai De         | 5:36  |
| 5.  | Peace                     | 4:12  |
| 6.  | Kono Yoru Ga Owaru Mae Ni | 4:58  |
| 7.  | Kimi ni Aitakute          | 5:33  |
| 8.  | Dears                     | 6:58  |
| 9.  | Sakura Sou                | 2:42  |
| 10. | Love Letter               | 4:55  |

### Version coréenne
| No | Titre                                           | Durée |
| -- | ----------------------------------------------- | ----- |
| 1. | 온 힘을 다하여 안녕 (Seiippai no Sayonara)      | 4:45  |
| 2. | 너를 만나고 싶지만 (Kimi ni Aitakute)           | 5:33  |
| 3. | 이 밤이 끝나기 전에 (Kono Yoru Ga Owaru Mae Ni) | 4:59  |
| 4. | Peace                                           | 4:13  |
| 5. | Tea Cup                                         | 5:30  |
| 6. | 들꽃 (Sakura Sou)                               | 2:43  |
| 7. | Love Letter                                     | 5:00  |